# ماونتن فيو للتنمية والاستثمار العقاري
ماونتن فيو للتنمية والاستثمار العقاري هي شركة مساهمة مصرية، تابعة لمجموعة دار المعمار للهندسة، أنشأت سنة 2005، وتعمل في مجال الاستثمار والتطوير العقاري، صُنفت كواحدة من أكبر خمسة شركات في القطاع العقاري المصري سنة 2021.

## التاريخ
- في 2005 أنشأت شركة ماونتن فيو للاستثمار العقاري على يد رجل الأعمال عمرو سليمان كإحدى شركات مجموعة دار المعمار للهندسة.
- في 2006 بدأت الشركة مزاولة أعمالها بإطلاق أول مشروعاتها وهو ماونتن فيو 1 القاهرة الجديدة وبدأت في تسليم وحدات المشروع عام 2010.[3]
- في 2016 اطلقت الشركة مشروع آى سيتى القاهرة الجديدة بالشراكة مع وزارة الإسكان والمرافق والمجتمعات العمرانية تبعته بإطلاق مشروع ماونتن فيو اُي سيتي أكتوبر عام 2017 وتبلغ مساحة كل مشروع 500 فدان.[3][4][5][6][7]
- في 2018 وصل اجمالي مشاريع الشركة إلى 15 مشروعاً عقارياً واستاطعت تسليم 10 مشاريع منهم كاملة للإعاشة.[3][8]
- في 2019 مُنحت ماونتن فيو جائزة Top Employer عن أفضل بيئة عمل لتصبح أول شركة مصرية تمنح هذه الشهادة في قطاعى التطوير العقارى والهندسى،[9] خلال نفس العام وصل اجمالي عائدات الشركة من المبيعات 6 مليار جنية،[10] كما تخطي اجمالي عائدات الشركة من المبيعات 10 مليار جنية خلال عام 2020.[11] كما وقعت اتفاقية مع Delivering Happiness DH لإطلاق DH Egypt،[12] تبعتها بإتفاقية وقعتها مع شركة Callison RTKL بهدف تطبيق معايير ومفاهيم علم السعادة والتصميم في أماكن العمل داخل جميع مشاريع الشركة.[13][14][15]
- في 2020 وقعت ماونتن فيو شراكة مع شركة هواوي لإدخال تكنولوجيا مراكز البيانات الجاهزة بمشاريعها بحجم استثمارات تخطى المليون دولار.[16][17]
- في 2021 وقعت ماونتن فيو شراكة جديدة مع مجموعة فنادق إنتركونتيننتال، للقيام بإدارة وتشغيل الشقق الفندقية في مشروع آى سيتى القاهرة الجديدة،[18] كما وصل إجمالي مبيعات الشركة خلال عام 2021 إلى 20 مليار جنيه.[19]

## وصلات خارجية
- الموقع الرسمي